# 神話における近親相姦
神話における近親相姦では、神話における近親相姦について述べる。

## 概要
人類の起源の神話にしばしば見られる特徴として、最初の夫婦が兄妹・姉弟や親子であるというものがある。世界各地の44事例に基づく研究では、兄妹（姉弟）婚は父系出自、母系出自、双系出自のどれとも結びつくが、親子婚は父系出自や、選系出自を持つ社会に多い。また、双系出自や母系出自の社会では親子婚は少なく、ほとんどが兄妹（姉弟）婚である。
宇宙の起源に絡めて人類の起源を語る神話群をローラシア型神話群というが、これは西アジアで4万年前（マイケル・ヴィツェルによる推定。後藤明は2～3万年前と推定。）に生まれたと推測されている比較的新しい神話群であり、初期のホモ・サピエンスの神話あるいは神話的思考に起源を持つとされるゴンドワナ型神話群では、ローラシア型神話群においては「なぜ我々は存在するのか」という問いかけの影に隠されている、「なぜ我々は死ななければならないのか」という問いかけが前面に押し出されてくる傾向がある。例えば、メラネシアのビスマルク諸島にあるタンガ島の神話は、祖母が脱皮して若返ったところ孫が求愛してきたため、仕方なく皮を纏い直して元に戻ったという神話で、近親相姦を避けるために人間は死ななければならないという内容となっている。

### 兄妹・姉弟相姦
兄妹始祖神話は、両者が心理的葛藤を経ることなく近親婚に至った場合は動物によってその事実が知らされる類型があるなど、多様な内容を持っている。
- シベリア
  - 東シベリアのユカギルの伝承では、両親が死亡した兄妹が自分たちの欲求に基づいて兄妹相姦を行おうとした所、神が現れ、二人の行為を咎めようとするが、兄は弓を取って10日間神と戦い、11日目に神を殺害して妹と結婚した。二人から数人の子供が生まれ、そこから一族が始まった[4]。

- 北アメリカ神話
  - コンドルの兄妹 - ウィヨット族の神話。神は人間を創造したが、皆毛むくじゃらだったので、洪水で一掃することにした。コンドルがこれを知り、籠を作って妹と一緒に入り、洪水を凌いだ。しばらくしてから籠から出ると、毛むくじゃらの人間はどこにもいなかった。コンドルは妹と結婚して、コンドルの兄妹の間からようやく本物の人間が生まれた[5]。

- ラテンアメリカ神話
  - 月は兄、太陽は妹であるとされ、月の斑点は兄妹の近親相姦によってできたものだとされている[6]。
  - パチャカマックと月の女神の息子と娘[7]

- 中国神話
  - 伏羲と女媧[8]。古代中国神話の神である伏羲と女媧は、兄妹または夫婦とされ、古代中国には両者が性交しているとみられる図像が多くある。唐代末期には既に、伏羲と女媧の伝承が庶民の間で語り継がれていた[9]。

ヤオ族には兄妹始祖・洪水神話があり、大洪水で伏羲と女媧の兄妹が生き残り、兄は妹に対し結婚を申し込むも妹は渋り、大木の周りを回ってみて捕まったら結婚すると妹が条件を出し、兄は足の速い妹になかなか追いつけなかったものの、兄が途中で逆に回ってみたところ妹は鉢合わせする形で兄に捕まってしまい、二人は結婚し夫婦となったと伝承される。兄弟姉妹の通婚という神話伝説は、かつて原始人の間に血縁結婚が存在したことの名残りであるともいう。
- 東南アジア神話

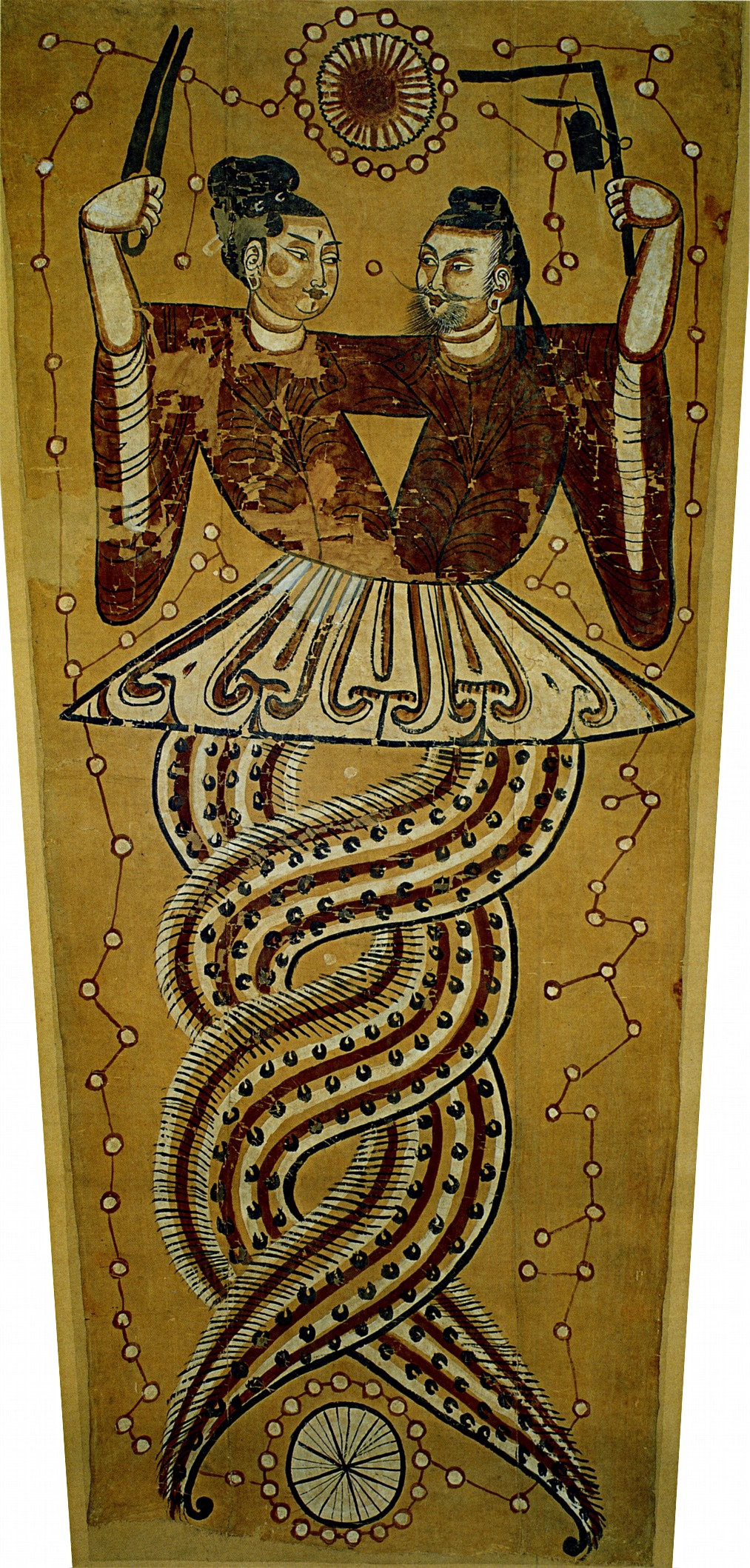
女媧（左）と伏羲（右）

  - マル・カチン神話では、虹には人間の兄妹がいて、この二人は結婚した。アラカンのチャク族の神話では、喉が渇いて仕方がない兄妹が鍛冶屋に水を求めに行くと、鍛冶屋からもし二人が夫婦のように暮らせるなら水をやれると言われた。兄妹は渇きを癒すために夫婦として暮らした。それから水を飲み、間もなくして死んだ。兄妹は死後虹になって時々空に現れるが、明るい色が妹で、淡い色が兄である。カンボジアでは、虹は兄妹相姦の痕跡だとされている。[要出典]虹と近親相姦を結びつける考えは、インドのムンダ族、チッタゴンのチャク族、スマトラのバタク族に見られる[12]。
  - 双子の兄妹が女に農耕を教わった神話 - 双子の兄妹が年頃になっても結婚せず、お互い愛し合うようになってしまったので、村人が話し合った結果、誰もいない土地を探して兄妹をそこに住まわせることになった。二人と少量の食糧だけを残し、村人達は帰ってしまったので、兄妹は飢え死にしそうになるが、一人の女性が現れ、兄妹に山刀と耕作に必要な道具を与えた。月日が経ち、トウモロコシと稲の収穫が終わった。その日から兄妹に農耕を教えた女性の姿は見えなくなった。兄妹には双子の男女が生まれ、その双子の男女は成長して結婚し、双子の男女が生まれた。そういうことが長く続いた[13]。
  - 弟の月は姉の太陽に恋をした。月ははじめは太陽と同じくらい明るかった。弟の心を知った姉は灰を弟に被せ、それ以来月は白い光を出すようになった。月面に見える雲のようなものは太陽にかけられて以来固着した灰である[14]。
  - インドネシアのライジュア島の西端、コロラエ村の森に、島民の祖である兄妹夫婦ミハガラとアルガラと二人の十二人の息子と娘が住んでいた。次男のハウミハと次女のバボミハも兄妹で結婚し、娘二人を儲けた。四男のイエミハと長女のカヒミハも兄妹婚をしている。サブ島の神話では以上の兄妹婚以外の事例も合わせて10組の兄妹婚が語られている[15]。また、ライジュア島やサブ島では沖縄のおなり神のように、姉妹がその兄弟を霊的に守護するという信仰があり、兄（弟）が危険な場所に旅立つ時にはその妹（姉）は手ずから織ったイカットという布を兄弟に贈る[16]。ライジュアのおなり神信仰はバンニケドとその弟マジャの姉弟がモデルとされており、また、一部ではバンニケドとマジャが姉弟でありながら夫婦であったという説が根強く残っている[17]。

- 日本の神話
  - 天岩戸（アマテラスとスサノオが「誓約（うけひ）」を交わす場面は近親相姦の象徴、と説明されることもある。ただし、わざわざ誓という手段を使ってるのは近親相姦を避けるためではないかと後藤明は指摘している[18]。（アマテラスとスサノオの誓約を参照）。
  - 塞の神（道祖神）[19] - 栃木県では道祖神はドウロクジンと呼ばれ、ドウロクジンは兄妹である。兄妹が二人とも性器が大きすぎて誰のとも合わず、相手を探して諸国を旅したが結局相手は見つからなかった。結局、兄妹同士で合わせたらうまく合ったので夫婦になった。今でも兄妹・姉弟で手を繋いで仲良くしていると「ドウロクジンのようだ」と言われる[20]。
  - 八重山列島の神話では、島で人々が平和に暮らしていたところ、突如油雨が降り注ぎ、島の生き物は尽く死滅した。洞窟に隠れてただ二人だけ生き残った兄妹が夫婦になり、子供が産まれるが、その子はボーズという魚のような子だった。そのような子が産まれるのは土地柄がよくないからだと思い、各所を転々として、ようやく人間らしい子供が産まれた[21]。
  - 琉球神話と琉球文化（奄美から沖縄にかけて島々の創世神話を「島建て」といい、例えば波照間の創世神話はイザナギ・イザナミに洪水神話を合わせたような形である）（兄妹始祖・洪水/参照:波照間島の聖地・波照間島の兄妹始祖創世神話）

また、日本を産んだとされるイザナミの呼称を「妹」と『古事記』は記す。「妹」という文字は「イモ」と読み、上代日本語では愛しい女性への呼称とされる。だが、西郷信綱は「近親相姦と神話—イザナキ・イザナミのこと」（『古事記研究』、1973年）で、これは文字通り解するべきであり、日本は兄妹の近親相姦によって創造されたとする記録なのではないかと論じる。桐村英一郎も日本書紀の記述とも照らし合わせ、ここでの妹は兄妹の妹と解釈するべきだとする。
琉球ではかつて、兄・弟が漁などで旅立つ時に姉・妹が毛髪またはティーサージ（布）をお守りとして贈った（日本の漁師町に似た文化があるようだが、姉妹ではない）。舟の外艫に留まった鳥を姉妹の「をなり（生き魂）」として扱う信仰もあったようである。このような異性のキョウダイの間の親密なつながりと信仰を「をなり神」信仰と呼ぶことがある。ここでは兄から見た妹を「をなり」、妹から見た兄を「えけり」と呼ぶ。『おもろさうし』の中に恋歌が13首あるが、その内6首がをなりとえけりの恋を主題にしたものだという。また「ヲナリ」は日本の「イモ」と同じく愛人の比喩に意味が分化したとされる。
- ケルト神話（ウェールズ神話）
  - フォモール族のエラタ（英語版）（エラッハ）とトゥアハ・デ・ダナーン（ダーナ神族）のエーリウ[24]（エラタとエーリウは、一部の史料ではデルバイス（英語版）の子とされているが、彼らの家族関係は文献によって異なる）
  - マース（英語版）とドーン（英語版）[25]
  - アリアンロッドとグウィディオン（アリアンロッドの子の父がグウィディオンとされることがあるが、二人の関係は不明瞭）

グウィネズの王マースは戦場以外では処女の膝に足を乗せていなければ死んでしまうのだが、その役目の少女を失ったマース王に、マース王の甥で母なる女神ドーンの息子であり魔術師のグウィディオンは、彼の足を乗せる役目の処女として自身の姉妹のアリアンロッドを推薦し、マース王が純潔か否かを魔法でテストすると、その際にアリアンロッドは2人の未熟児の息子を生む。彼女はこの屈辱に激怒し、息子に名前と武器を与えるという母親の義務を拒否。グウィディオンはアリアンロッドの息子の一人をこっそり保護して育て、彼女を騙してフリュウ・フラウ・グウフェスという名前と武器を与えるよう仕向ける。アリアンロッドが妊娠した経緯は不明瞭で、出産時の彼女の反応から自身の妊娠を知らなかったようであるが、知らぬうちに妊娠したのなら、それはグウィディオンの欺瞞を示唆している。彼女の2人の息子の父は兄弟のグウィディオンともされる。
- ユダヤ教の創世神話の変形・派生
  - 旧約聖書偽典（エチオピア正教会正典）『ヨベル書』には、カインの妻は妹アワン、セトの妻は妹アズラであったと記されている[29]。

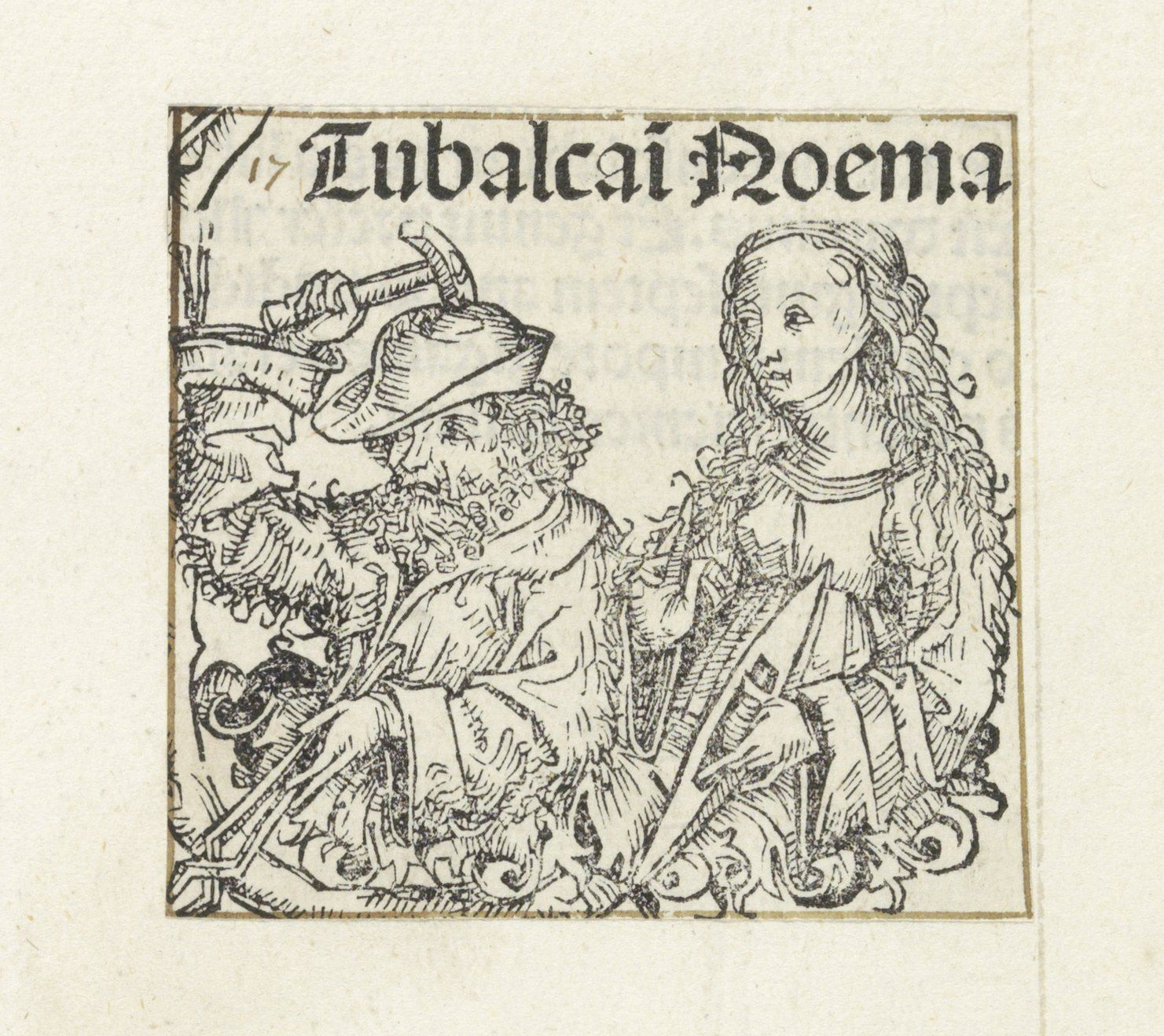
トバルカインとナアマ（『ニュルンベルク年代記』、1493年）

  - トバルカインとナアマ

『旧約聖書』の創生記に記される唯一の独身女性の名が、レメクとチラの娘でトバルカインの妹のナアマであり、重要な人物である可能性があるが、『旧約聖書』では特に役割は与えられていない。ユダヤ教のミドラシュ（聖書解釈の方法、解釈が書かれた文献）では、ノアの妻で大洪水後の人類の母である女性の名はナアマとされ（『旧約聖書』のナアマから取られたと考えられる）、ノアの妻ナアマは天使が虜になるほど美しい女性と讃えられる一方、偶像に歌を捧げ、音楽によって人々を偶像崇拝に誘い込み、堕落を助長する悪意に満ちた誘惑者だと解釈された。ナアマという名の語源は主に「心地よい」という意味であるが、旋律や歌といった意味合いも持つことに関連すると思われる。こうしたナアマの否定的な解釈は後代のミドラシュやカバラ（ユダヤ教神秘主義）のゾーハルにも見られ、そこではナアマは人間の男だけでなく悪魔さえも誘惑する者と記述され、ナアマと天使シャマドンの交わりから悪魔界の王アスモデウスが生まれたともされた。後のカバラ文献でナアマは、赤ん坊の首を絞め、眠っている男を誘惑して血を吸う女悪魔とされた（悪魔ナアマ）。ユダヤ教において、女性（強い意志や率直さ、聡明さや能力等を持つ者など）が誘惑者、悪魔、赤ん坊殺し、売春婦、魔女とされ貶められる傾向は、ナアマだけでなく、リリスやイヴ、デボラ、預言者フルダ、ラビ・メイルの妻ベルリヤの扱いにも見られる。しばしばこれらのナアマは混同されている。ラビの中には、レメクとチラの子であるトバルカインとナアマの兄妹が交わりアスモデウスが産まれたと主張する者もいる。

### 兄弟相姦
- ケルト神話
  - ギルヴァエスウィとグウィディオン

マース王の甥で母なる女神ドーンの息子ギルヴァエスウィは、マース王の足置き役を務めていた乙女ゴエウィンに恋し、兄弟で魔術師のグウィディオンの助けを借り、ゴエウィンを強姦する。事態を知ったマース王はゴエウィンと結婚し、罰としてギルヴァエスウィとグウィディオンを1年ごとに鹿・猪・狼のつがいに変え（年ごとに雌雄を逆転）、兄弟の間には3人の息子が生まれ、これによって3年後に2人は許された。

### 父娘相姦
- ユダヤ民族の創世神話
  - アブラハムの甥ロトの娘たちによるモアブ（モアブ人の先祖）とベン・アミ（アモン人の先祖）の誕生譚（旧約聖書、創世記19:31 - 38）
- ギリシャ神話
  - オウィディウス『変身物語』では、ミュラーは父のキニュラースに対して恋慕の情を抱き、乳母の協力を得て他の女性を装って父の寝室に入り、アドニスを妊娠した[38]。
- シュメール神話
  - エンキとニンム（ニンフルサグ）[39]

- アフリカ
  - アフリカのコートジボワールのアニ族（英語版）の神話には、エケンデバという好色な蜘蛛が妻を追い出してしまい、美しく育った娘を騙して近親相姦したという話がある[40][41]。

### 母子相姦
- エクアドル神話
  - ミカとアインビ[42]
- ブラジル神話
  - ボロロ族の神話では、成人儀礼に用いるためのペニスケースを作る材料を探しに行った母親を強姦する息子が登場し、これをレヴィ＝ストロースは基準となる神話（mythe）ということでM1と呼んだ[43]。レヴィ＝ストロースはこのM1の神話について、母親を強姦するのはメンズ・ハウスの世界へと入っていくことを拒むということを意味するのではないかと論じている[44]。
- オーストラリア神話
  - 中央オーストラリアのピンチェンタラ族は、銀河は母子相姦している男女であると考える[45]。

## 旧約聖書を題材とする近世ヨーロッパの美術

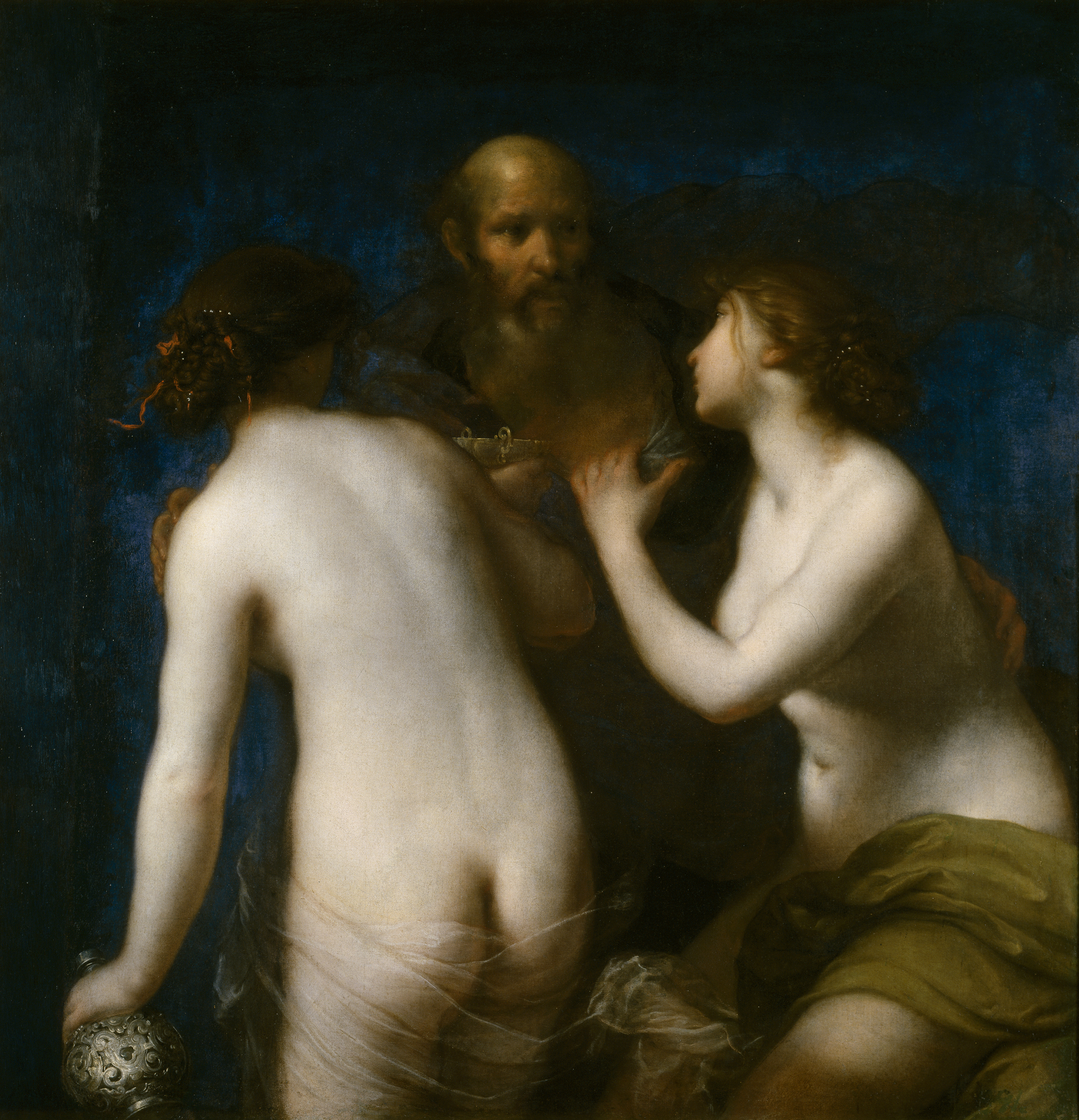
フランチェスコ・フリーニ 『ロトと娘たち』(1634年)

近親相姦は16世紀頃に入ってから多く描かれるようになり、旧約聖書のロトと娘の近親相姦はアルブレヒト・アルトドルファーなどによって盛んに描かれた。ロトとその娘達の話に関しては、ヘンドリック・ホルツィウスのようにその話を説明する内容の絵画もあれば、フランチェスコ・フリーニのように父親に迫る場面そのものを描いた作品もある。19世紀に描かれたギュスターヴ・クールベの作品は、ロトの目元と娘の目元がよく似ており、見る者に父と娘であることを教える構成となっている。
望月麻美子と三浦たまみによる著書『名画が描く 罪深き旧約聖書』によれば、ハムが実の父親であるノアの裸を見たという話は、息子のハムがノアに対して性的暴行を行ったことを意味するという説があり、グイド・カニャッチの『泥酔するノア』（1645年）が妙にエロティックなのはこの解釈に基づいているからなのではないかと指摘されている。

## ギャラリー

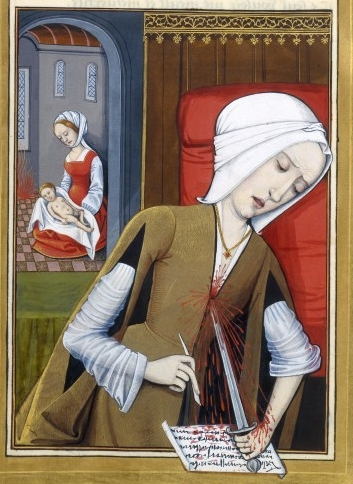
ロビネ・テスタール 『カナケーの自殺』（ギリシア神話）
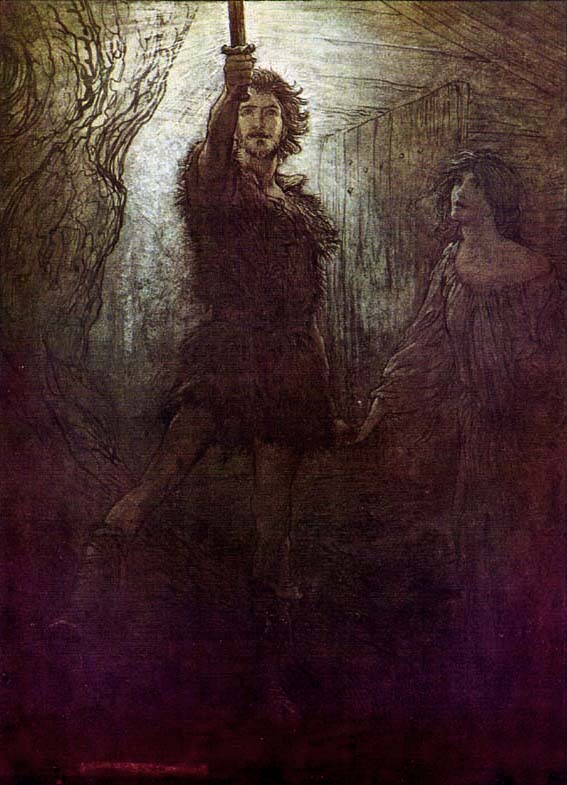
アーサー・ラッカム「シグムンドとその妹であり妻であるシグニュー」（北欧神話・ゲルマン叙事詩）
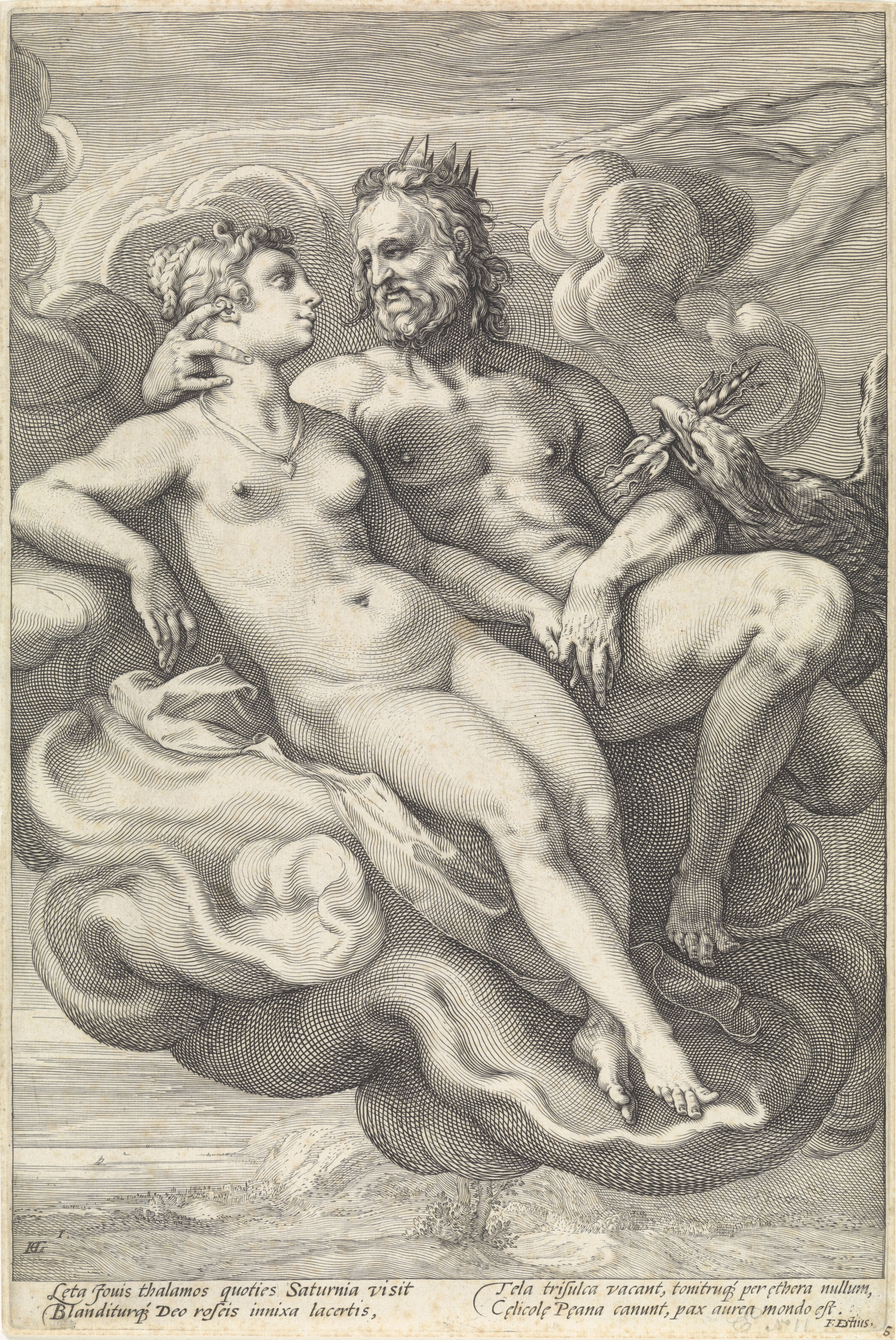
ヘンドリック・ホルツィウス 『ユーピテルとユーノー』アムステルダム国立美術館所蔵（ギリシア・ローマ神話）

## 関連文献
- 桐村英一郎『古代の禁じられた恋 古事記・日本書紀が紡ぐ物語』森話社、2014年。ISBN 978-4-86405-069-2。